# Banyang
Les Banyang (Bayangi ou Nyang) sont une population bantoue d'Afrique centrale, vivant principalement dans le département de la Manyu dans la région du Sud-Ouest du Cameroun. Ils sont également présents de l'autre côté de la frontière, au Nigeria.  

## Langue
Ils parlent une langue bantoue, le kenyang (ou nyang), une langue bantoïde méridionale. 

## Histoire
L'origine des Banyang remonte au royaume du Kanem-Bornou. 
Ils ont subi la colonisation allemande, puis britannique.
En 1953, leur nombre était estimé à 18 000 dans leur région d'origine, mais près de 5 000 Banyang émigrés vivaient en outre dans les plantations et les villes de la région du Littoral.

## Culture

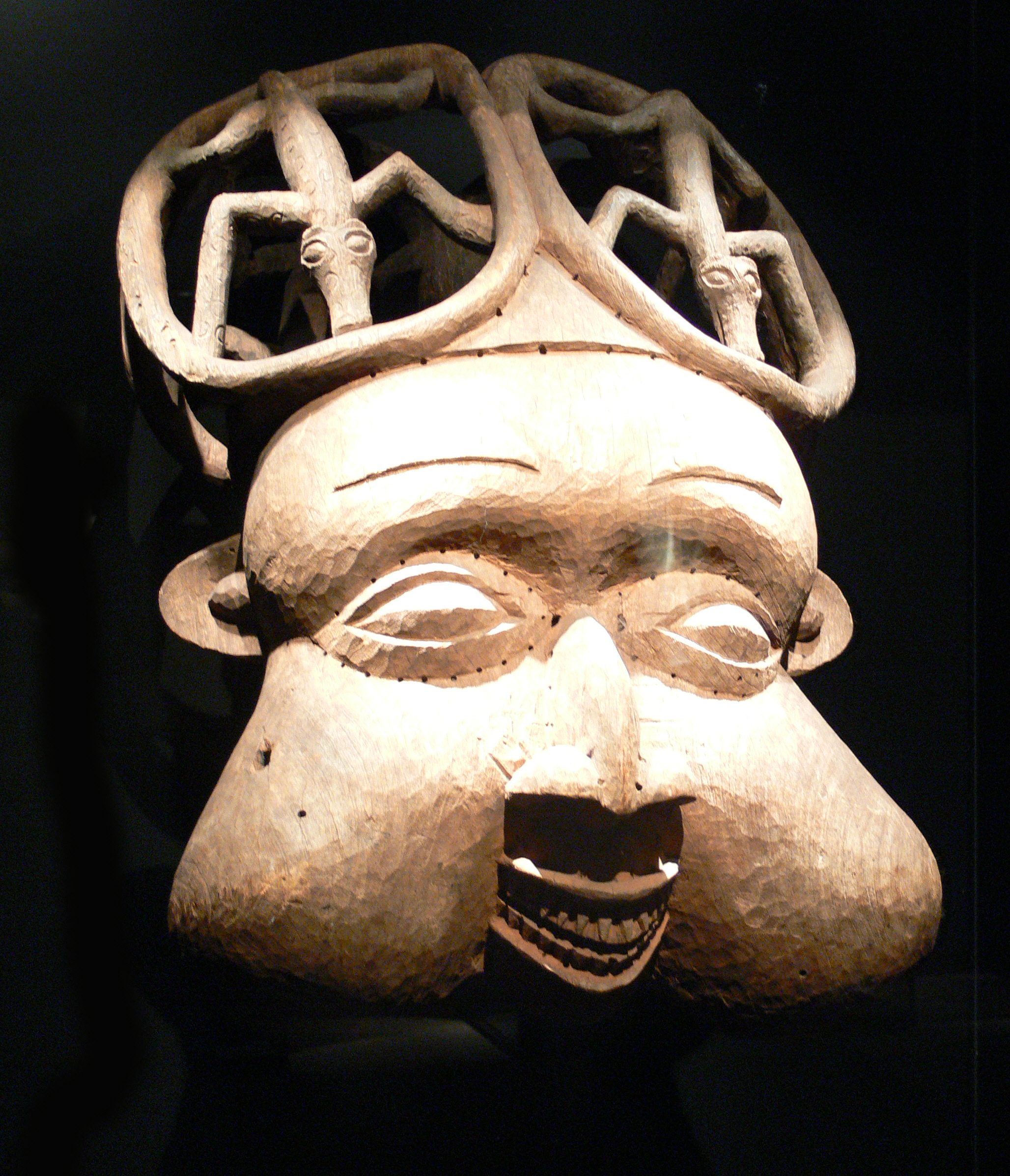
Masque Banyang

## Personnalités
- Stanley Enow (1985-), rappeur
- Daphne (1989-), chanteuse
- Ewube (1994-), chanteuse
- Sisiku Julius Ayuk Tabe (1965-), leader séparatiste
- Eyong Enoh (1986-), footballeur
- Tzy Panchak (1986-), chanteur
- Peter Agbor Tabi (1951-2016), homme politique
- Tanyi-Mbianyor Clarkson Oben (1961-), homme politique
- Bébé Manga (1948-2011), chanteuse
- Victor Arrey Nkongho Mengot (1958-), homme politique
- Felix Agbor Balla (1970-), avocat
- Enoh Peter Ayuk (1959-), environnementaliste
- Bate Besong (1954-2007), écrivain
- Ayuk NJ (1982-), avocat
- Gwendoline Abunaw, cheffe d'entreprise et banquière
- Salatiel (1987-), chanteur
- Ayuk Otay Arrey Sophina (1994-), judokate
- Eric Ayuk (1997-), footballeur
- Brandon Baiye (2000-), footballeur
- Brandon Aiyuk (1998-), sportif professionnel
- Akwo Tarh Ayuk Taku (1992-), footballeur
- Agbor Gilbert Ebot (1985-), acteur
- Robert Ndip Tambe (1994-), footballeur
- Samuel Ojong (1980-), footballeur
- Joyce Ashuntantang, poétesse et femme de lettres
- Rebecca Enonchong (1967-), entrepreneuse
- Stephen Tataw (1963-2020), footballeur
- Carl Enow Ngachu (1975-), entraîneur de football
- Anne Tanyi Tang (????-2019), dramaturge
- George Elokobi (1986-), footballeur
- Bate Besong (1954-2007), dramaturge, poète et critique littéraire
- Hans Agbo (1967-), footballeur
- Vanessa Agbortabi (1998-), volleyeuse
- Boris Enow (2000-), footballeur
- Henry Ndifor Abi Enonchong (1934-2008), avocat
- Eric Tataw (1986/1987-), militant et leader séparatiste